# George Bellows
George Bellows, född den 12 eller 19 augusti 1882, död den 8 januari 1925, var amerikansk målare och grafiker. Hans kraftfulla och realistiska bilder, ofta från sportarrangemang (till exempel boxningsscenen Dempsey and Firpo, 1924), skildrar i starka färger 1900-talets första årtionden i USA.

## Biografi
Bellows föddes och växte upp i Columbus i Ohio, och var enda barnet i familjen. Åren 1901 – 04 studerade han vid Ohio State University, där han också var med i universitetets lag för baseboll och basketboll, samt gjorde illustrationer för Makio, skolans årsbok. Han lämnade Ohio år 1904, innan han fått sin examen, och flyttade till New York för konststudier.
Han undervisades där av Robert Henri vid New York School of Art, och anslöt sig till dennes grupp The Eight och till the Ashcan School. År 1906 hyrde Bellows en egen ateljé på Broadway.

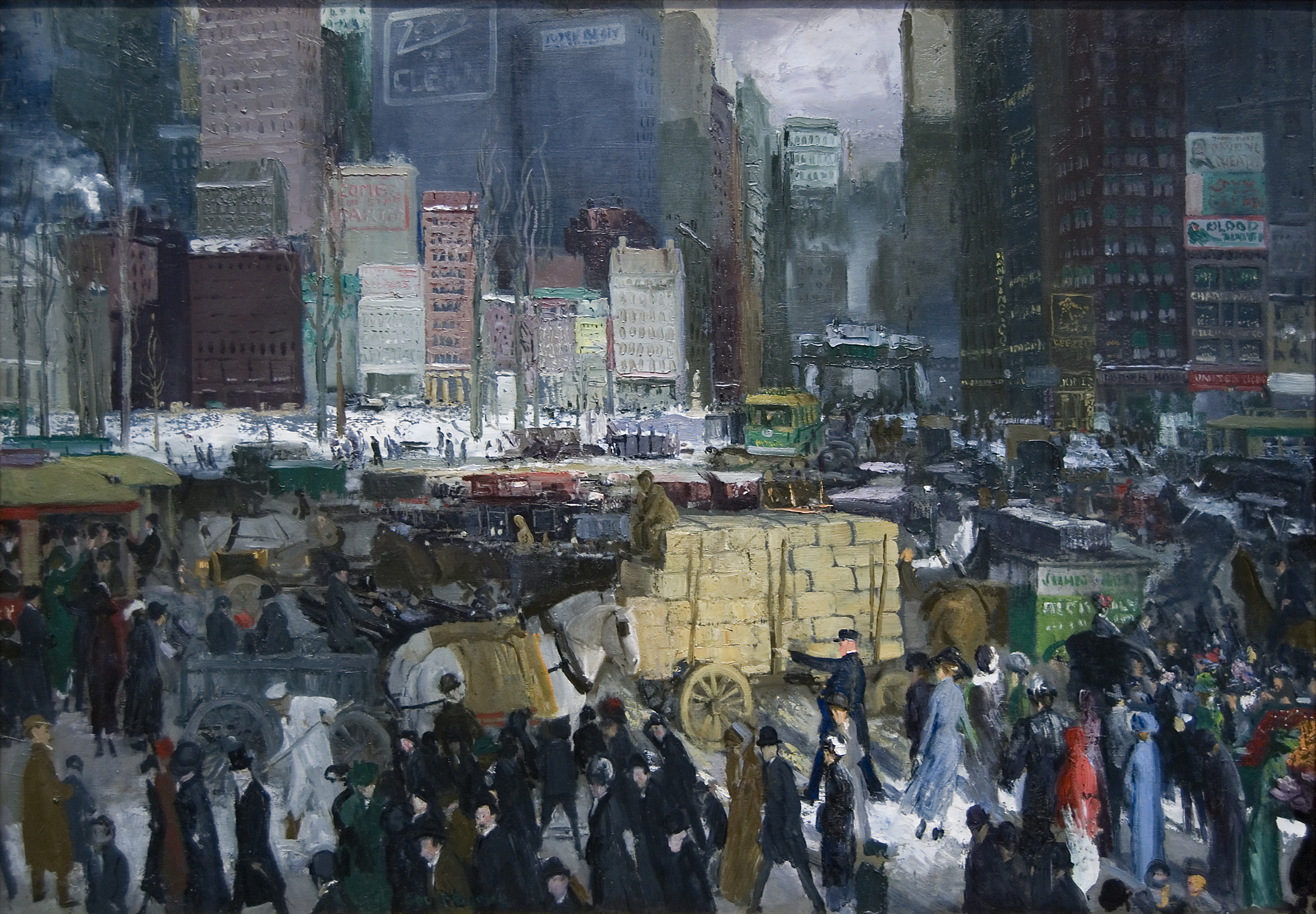
New York (1911), National Gallery of Art, Washington, D.C.

Han uppmärksammades först när han 1908, tillsammans med några andra av Henris elever ordnade en utställning av stadsmotiv. Många kritiker ansåg målningarna grumliga, medan andra fann dem uppfriskande djärva och gående ett steg längre än hans lärares.
Bellows stadsmotiv från New York beskrev arbetarklassens hårda levnadsvillkor, men var också en satir mot överklassen. Från 1907 till 1915 utförde han en serie målningar som beskrev New York i snöväder, som blev experiment där han utvecklade sin starka känsla för ljus och strukturer.
Bellows senare verk koncentrerade sig mera på familjelivet, med hans hustru och hans döttrar som favoritmodeller. Dessa målningar visade ett ökat programmatiskt och teoretiskt närmande till färg och form och var ett markant avsteg från kraftfullheten i hans tidigare verk.
Bellows dog den 8 januari 1925 i New York av bukhinneinflammation efter att ha misskött en brusten blindtarm. Han är begravd på Green-Wood Cemetery i Brooklyn.